# Epinannolene haitiensis
Epinannolene haitiensis är en mångfotingart som beskrevs av Chamberlin 1918. Epinannolene haitiensis ingår i släktet Epinannolene och familjen Epinannolenidae. Inga underarter finns listade i Catalogue of Life.